# 유갈
유갈(劉揭, ? ~ 기원전 166년)은 전한 전기의 관료이다.

## 행적
고제 때 낭(郞)이 되었다.
고후 8년(기원전 180년), 고후가 죽고 동생 주허후 유장과 함께 여씨 타도를 모의한 제애왕이 거병하였다. 중앙군을 쥐고 있었던 여산과 여록은 진압에 나서려 하였으나, 주발·진평의 사주를 받은 역기의 설득으로 봉국으로 돌아가려 하였다. 그러나 가수의 간언을 들은 여산이 돌아가지 않고 입궁하려 하였다. 전객 유갈은 주발의 명으로 황명을 사칭하여 역기와 함께 여록을 재차 설득하였고, 결국 여록은 북군(北軍)을 주발에게 넘기고 정말로 봉국으로 돌아갔다.
여록이 돌아가자 유갈은 궁문을 닫고 여산이 들어오지 못하게 하였다. 곧 대신들이 궁궐을 장악하였고, 여산은 유장에게 살해당하였다. 여산을 죽인 대신들은 여씨 일족을 잡아들여 주멸하였고, 대왕 유항을 불러들여 황제로 옹립하였다(문제). 유갈은 이때의 공으로 양신후(陽信侯)에 봉해지고 금 천 근을 받았다.
양신이후 14년(기원전 166년)에 죽어 시호를 이(夷)라 하였다. 아들 유중의(劉中意)가 작위를 이었으나, 경제 6년(기원전 151년) 죄를 지어 작위가 박탈되었다.

## 출전
- 사마천, 《사기》
  - 권9 여태후본기
  - 권10 효문본기
  - 권19 혜경간후자연표
- 반고, 《한서》
  - 권3 고후기
  - 권4 문제기
  - 권16 고혜고후문공신표

| 전임 심이기 | 전한의 전객 기원전 181년 ~ 기원전 177년? | 후임 풍경 |

| 선대 (첫 봉건) | 전한의 양신후 기원전 180년 11월 신축일 ~ 기원전 166년 | 후대 아들 유중의 |